# Єжи Рибіцький

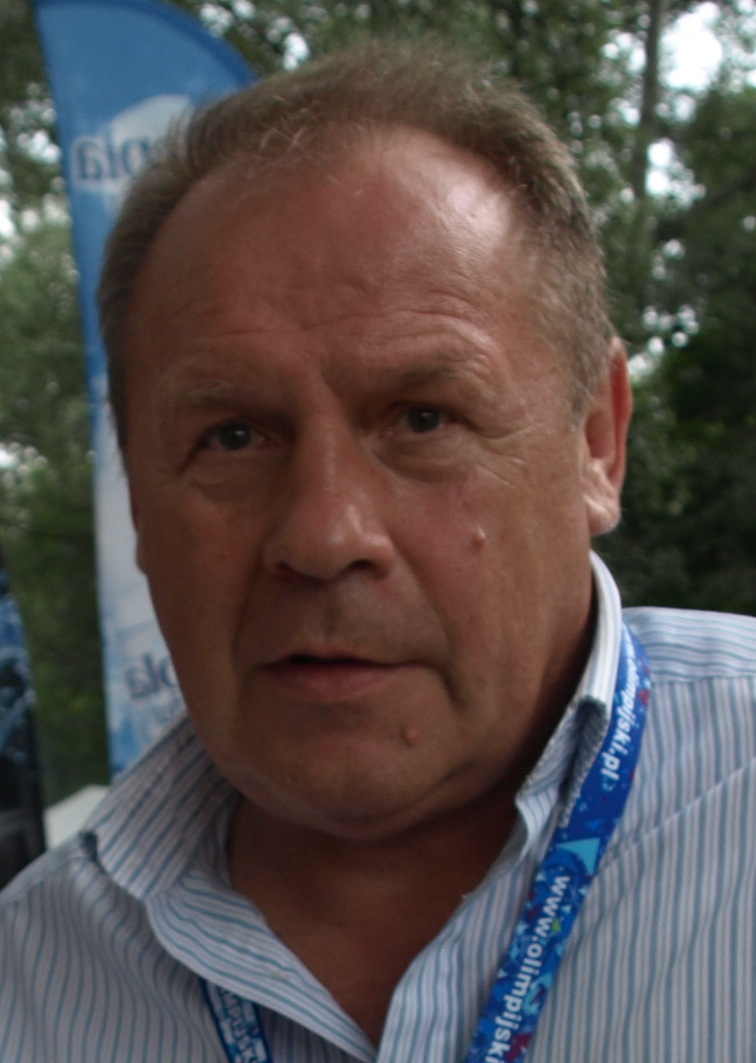

Єжи Рибіцький (пол. Jerzy Rybicki; 6 червня 1953) — польський боксер, олімпійський чемпіон 1976 року, бронзовий призер Олімпійських ігор  1980 року.

## Аматорська кар'єра
Олімпійські ігри 1976 
- 1/8 фіналу. Переміг Чака Вокера (США) 3-2
- 1/4 фіналу. Переміг Вільфредо Гузмана (Пуерто-Рико) 5-0
- 1/2 фіналу. Переміг Віктора Савченка (СРСР) 3-2
- Фінал. Переміг Тадія Качара (Югославія) 5-0

Олімпійські ігри 1980 
- 1/8 фіналу. Переміг Тармо Уусівірта (Фінляндія) RSC
- 1/4 фіналу. Переміг Петера Одхіамбо (Уганда) 5-0
- 1/2 фіналу. Програв Віктору Савченку (СРСР) RSC